# Кардуччи, Джозуэ
Джозуэ́ Карду́ччи (итал. Giosuè Carducci; 27 июля 1835, Вальдикастелло, Тоскана — 16 февраля 1907, Болонья) — итальянский поэт XIX века, лауреат Нобелевской премии по литературе (1906).

## Биография
Происходит из древнего флорентийского рода. Отец, врач и страстный поклонник А.Мандзони, сам учил сына латыни, и, по-видимому, обходился с ним очень сурово. Так, например, мальчик воспитывал волчонка и сокола; узнав об этом, отец отдал кому-то волчонка, а соколу свернул шею. Взбешённый ребёнок с тех пор возненавидел не отца, а любимого его писателя — Мандзони. Нерасположение Кардуччи к последнему усилилось ещё больше вследствие того, что, запирая шалуна-сына в комнату, отец заставлял его читать скучную «Католическую мораль» Мандзони. Ненависть Кардуччи к Мандзони дошла до того, что он в своих «Letture italiane scelte ed ordinate a uso delle scuole secondarie superiori» систематически исключал имя Мандзони.
Мать Кардуччи, умная и образованная женщина, противница всякого ханжества, внушила ему в ранние детские годы горячий патриотизм и ненависть к немцам, и по трагедиям Альфьери и патриотическим одам Верни учила его азбуке.
Писать стихи Кардуччи начал уже в десять лет. Гимназическое образование Кардуччи получил в Флоренции, университетское — в Пизе, где окончил Высшую нормальную школу; был преподавателем риторики в Сан-Миниато, профессором греческого языка в пистойском лицее, потом профессором классической литературы в университете Болоньи. Здесь Кардуччи оставался до последнего времени, когда принял звание сенатора. Среди его известных учеников — Р. Ренье.
С Кардуччи была дружна королева Италии Маргарита Савойская, которой Кардуччи посвятил оду «A la regina d’Italia».
Первый сборник стихов Кардуччи «Rime», вышедший в 1857 году ещё в Сан-Миниато, прошёл почти незамеченным. Известность Кардуччи приобрёл впервые в 1865 году, когда под псевдонимом «Enotrio Romano» напечатал стихотворение «Inno A Satana». Оно наделало много шуму в Италии, возбудив негодование консерваторов и клерикалов.
Литературным событием было также появление его «Odi Barbare» 1877—1886, в котором он применил новаторские стихотворные формы, совершив попытку ввести в итальянское стихосложение силлабо-тоническую систему. По совершенству формы и сжатости «Odi Barbare» — сборник лучших произведений Кардуччи.
Любовь к отечеству, стремление к независимости его и единству — один из преобладающих мотивов творчества Кардуччи. Он ратует одновременно против светской власти папы, против тумана и преувеличений догматики, против общественного неравенства.
Большой силы и совершенства достигает Кардуччи в сатире. Страстный и увлекающийся, он слишком склонен, однако, к личным нападкам, которые в глазах современников придавали ещё больше едкости его сатирам. В сборниках стихотворении Кардуччи имеются и нежные элегии, весёлые канцоны, изящные идиллии; в них много тёплого чувства, много задушевности.
Беспощадный враг романтизма, Кардуччи — ревностный почитатель древности; он старается оживить форму и дух классицизма (например в «Primavere Elleniche»). В сущности у Кардуччи, как у писателя, двойной идеал: он поэт революционный и поэт-классик. В Италии его причисляют к «веристам», то есть реалистам, но точнее будет сказать, что Кардуччи является звеном между веризмом и декадентизмом, в котором он играет роль поэта-пророка и интерпретирует значения долгой истории, культуры и литературной традиции завершившейся Рисорджименто и достижением национального единства. Кардуччи вполне оригинальный поэт; у него были последователи и школа.
В числе других поэтических произведений Кардуччи (изд. в Болонье) — «Juvenilia» (1880), «Levia Gravia» (1881), «Nuove Odi barbare» (1882), «Giambi ed Epodi» (1867—1879), «Ça ira, Settembre 1799» (1883), «Rime Nuove» (Рим, 1887).
В прозе Кардуччи — настоящий художник слова. В Италии высоко ставили его статьи о развитии национальной литературы. Весьма интересны труды о Данте, Петрарке, Кальдероне, Бокаччо; метко и тонко очертил он Джусти, Винченцо Монти и других писателей; у него есть целый том о латинской поэзии Лодовико Ариосто.
В 1906 году был удостоен Нобелевской премии по литературе «не только в знак признания глубоких знаний и критичного ума, но, прежде всего, как дань творческой энергии, свежести стиля и лирической силе, столь характерных для его поэтических шедевров».

## Труды Кардуччи

### Историко-литературные и критические работы
«Presso la tomba di Francesco Petrarca in Arqua, discorso» (Ливорно, 1874), «Studii letterari» (Ливорно, 1874), «Bozetti critici e discorsi letterari» (Ливорно, 1876), «Ai parentali di Giovanni Bocaccio in Certaldo, discorso» (Болонья, 1876), «Delle Poesie latine edite ed inedite di Ludovico Ariosto» (Болонья, 1879), «Delia Gioventu di Ludovico Ariosto, Confessioul e battagli» (Рим, 1882, 1883), «Eterno femminino regale» (Рим, 1882), «Garibaldi, versi e prose» (Болонья, 1882), «La poesia barbara nei secoli XV e XVI» (Болонья, 1883), «La poesia barbara nei secoli XVII e XVlll. Jauffre Rudel. PoesHa antica e moderna, Lettura» (Болонья, 1888), «Lo studio bolognese, discorso» (Болонья, 1888), «L’Opera di Dante» (Болонья, 1888), «Poesie di Giuseppe Giusti» (Флоренция, 1879), «Poesie di Leronzo di Medici» (Флоренция, 1859), «Satire, odi e lottere di Salvator Rosa» (Флоренция, 1860), «La Secchia rapita ed altre poesie di Alessandro Tassoni» (Флоренция, 1861), «Le poesie liriche di Vincenzo Monti» (Флоренция, 1862), «Canti e poemi di V. Monti» (Флоренция, 1882), «Pensieri e giudizii di letteratura о di critica estratti dalle letteri famigliari di Pietro Giordani» (Милан, 1863), «Le Stanze, L’orfeo e le Rime di Messer Angelo Ambrogini Poliziano» (Флоренция, 1863), «Rime di Matteo di Dino Frescobaldi» (Пистоя, 1866), «Poeti erotici del secolo XVIII» (Флоренция, 1868), «Cantilene с Ballate Strambotti e madrigali dei secoli XIII e XIV» (Пиза, 1871), «Lirici del secolo XVIII» (Флоренция, 1871), «Satire, rime e lettere, scelte di Benedetto Menzini» (Флоренция, 1874), «Rims di Francesco Petrarca sopra argumenti storiei, morali e diversi» (Ливорно, 1876), «lntorno ad alcune rime dei secoli XIII e XIV» (Имола, 1876), «Poesie di Gabriele Rosetti» (Флоренция, 1879), «Lettere di F. D. Guerrazzi» (1880 и 1882).

### Стихотворения
Стихотворения Кардуччи переведены на немецкий, французский и другие европейские языки, некоторые и на русский в «Отечественных Записках», 1876, «Разговор с деревьями»; «Русская Мысль» 1893, «Перенесение останков Уго Фоскодо в Санта-Кроче», «На пятую годовщину битвы при Ментоне».

## Статьи о Кардуччи
В «Заграничном Вестнике» (1882, январь); М. Ватсон, в «Русской Мысли» (1893, октябрь); Giosue Carducci, «II primo passo, note autobiografiche» (Болонья, 1882); М. del Lungo. «Le Veglie letterarie» (Флоренция, 1862); Molnienti, «Impressioni letturarie» (Милан, 1879); Gr. Trezza, «Studi critici» (Верона, 1878); G. Chiarini, «La nuova metrica nella poesia italiana» («Nuova Antologia», 1878, апрель); Enrico Peuzacchi, «Prefacione» (в « Nuove Poesie», Болонья, 1879); его же, «Le Nuove Rime di Giosue Carducci» («Nnova Antologia», 1887, июль); «Di Giosu (Carducci e delle sue opere» (Флоренция, 1883); Ugo Brilli, «Bibliografia delle principali opere di Giosue Carducci» (Болонья, 1883); «Carducci e Rapisardi, polemica» (Болонья, 1883); Edouard Rod, «Giosue Carducci»(«Nouvelle Revue», 15 марта 1889); Emilio Teza, «Di alcuini versi del Carducci tradotti in inglese» («Rivista contemporanea», 1888, январь); Marc Monnier, «Giosue Carducci, poete italien»(«Nouvelle Revue», 1 августа, 1882); Francis Huefer, «Modern italian poets» («Fortnightly Review», 1881, апрель); Karl Hildebraud, в «Allgemeine Zeitung» (1873) и др.

## Кардуччи в масонстве
Кардуччи стал масоном в 1862 году, получив посвящение в ложе «Севера» в Болонье. С 1866 года он является членом ложи «Фельеинеа», тоже в Болонье. А 21 января 1888 года ему был присвоен 33° ДПШУ.
8 апреля 1892 года ложи «Риенци» и «Универсо» провели совместное собрание специально для Кардуччи. По этому поводу он прочитал свою знаменитую масонскую лекцию.
Кардуччи удостоился чести «масонского погребения». Сохранилась фотография Кардуччи, возлежащего на смертном одре, во всех своих масонских регалиях.

## Личная жизнь
В 1859 году женился на Эльвире Менуччи, в браке у них было четверо детей.
В 1890 году Кардуччи познакомился с начинающей поэтессой Анной Виванти, которая была на 30 лет моложе него, и у них завязался бурный роман. Карло Гадда отмечал по этому поводу:

Кардуччи привык путешествовать с чемоданом, в котором он держал пару трусиков Анны Виванти … время от времени он открывал чемодан, доставал трусики и нюхал их, испытывая чувство опьянения.— 

## Память
- В честь Кардуччи назван кратер на Меркурии.

## Издания на русском языке
- Избранные стихи. — М., 1950.
- Избранное / сост. И. Поступальский. — М., 1958.
- Стихотворения // Европейская поэзия XIX века. — М., 1977. (Библиотека всемирной литературы).
- Стихотворения // Поэты — лауреаты Нобелевской премии. Антология. — М., 1997. (Библиотека «Лауреаты Нобелевской премии»).

## Галерея

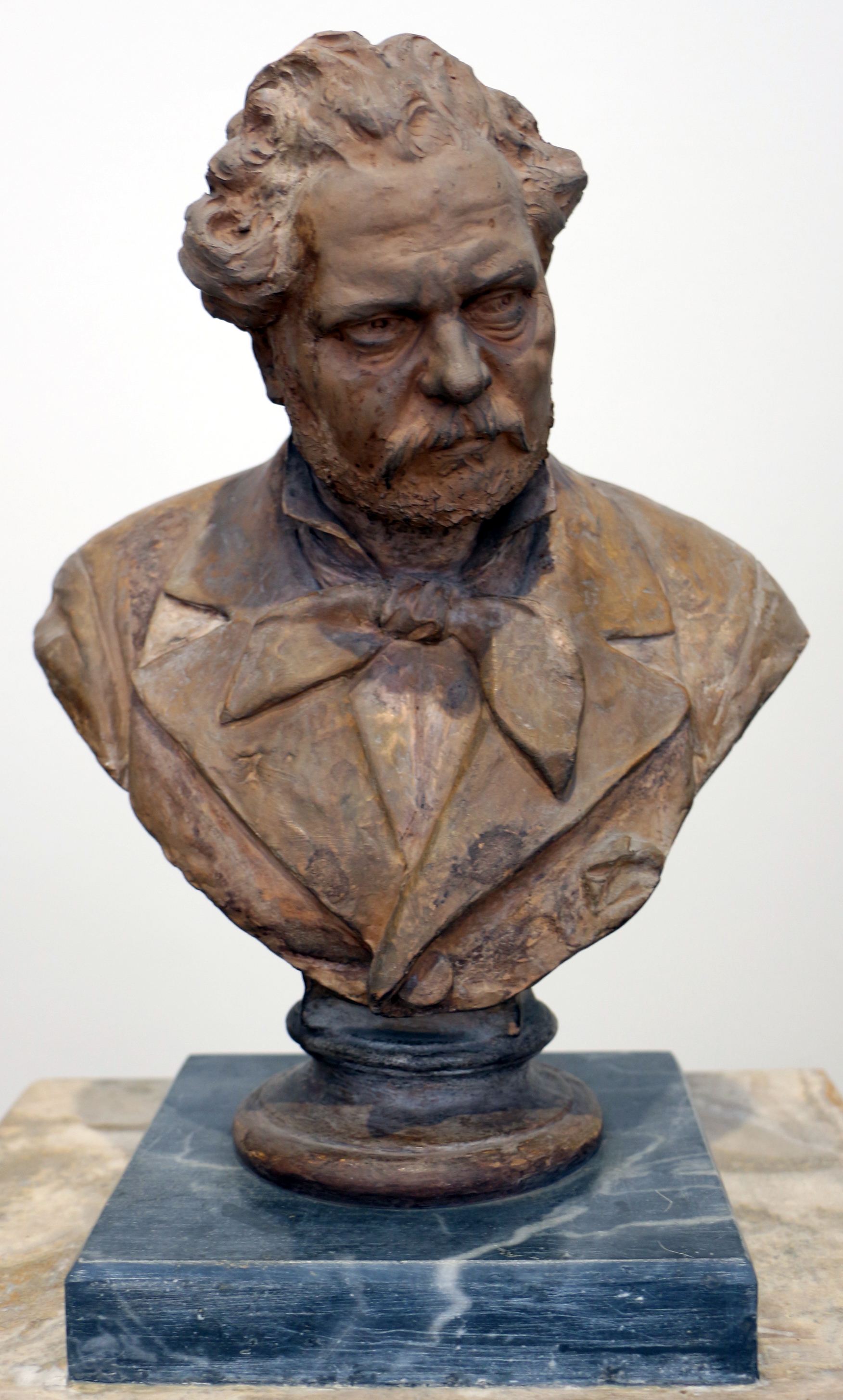
Бюст работы Адриано Чечони
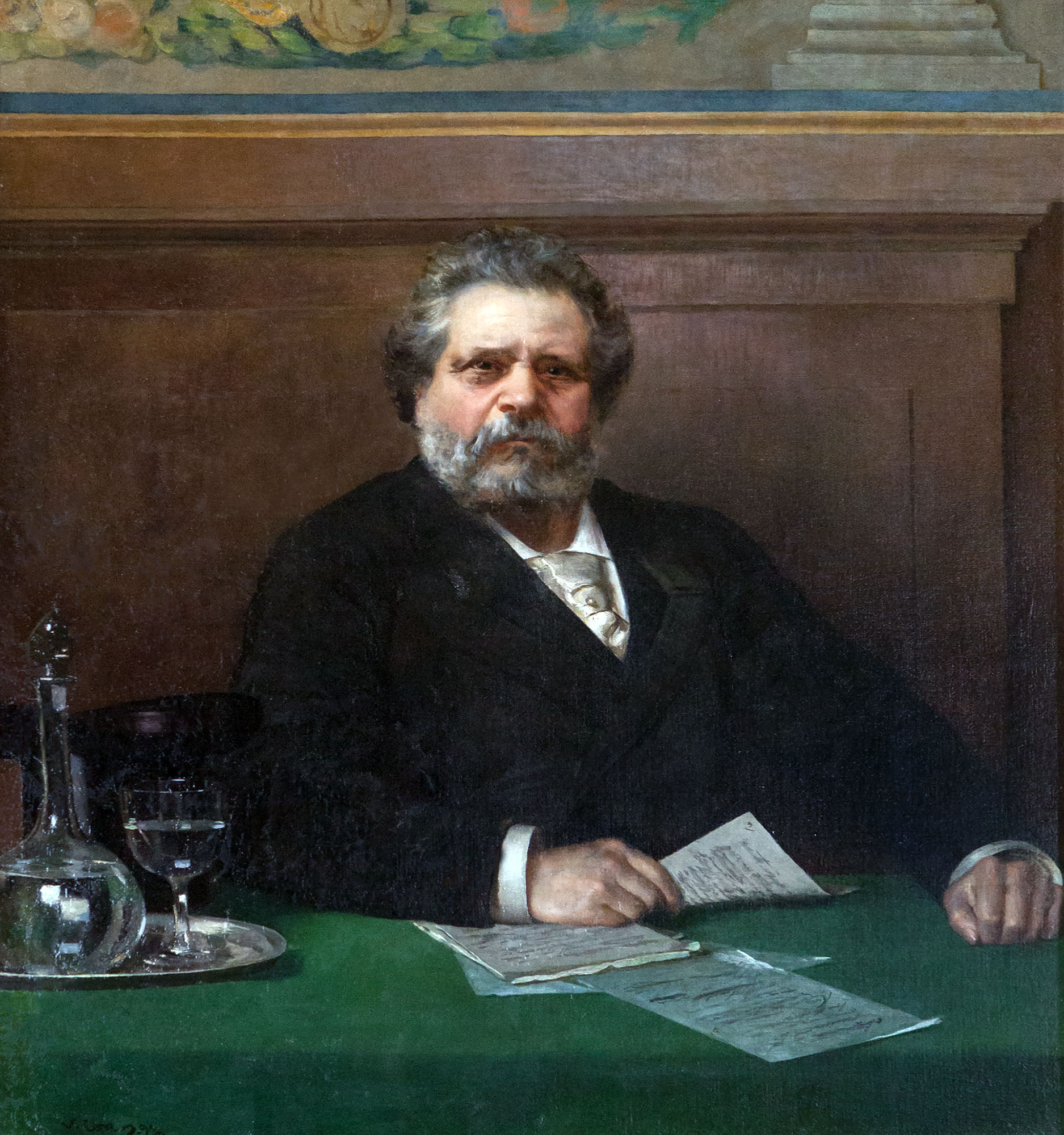
Портрет Джозуэ Кардуччи, итальянского поэта, писателя и литературного критика (1892 г.), автор Витторио Маттео Коркос
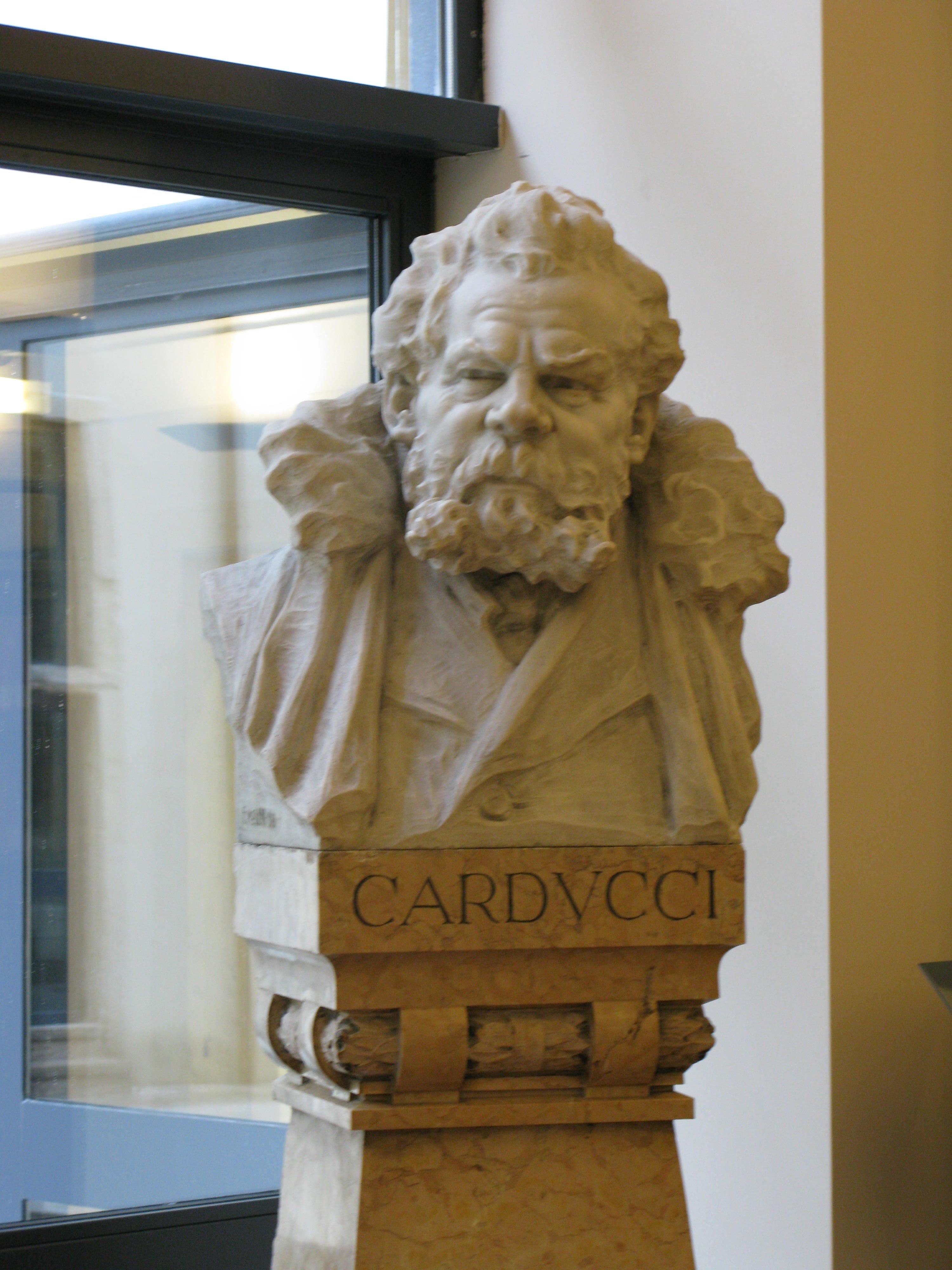
Бюст Кардуччи в Гражданской библиотеке Вероны